# Coupe Spengler 2011
Navigation
Édition précédente Édition suivante
La Coupe Spengler 2011 est la 85e édition de la Coupe Spengler. Elle se déroule du 26 au 31 décembre 2011 à Davos, en Suisse et est remportée par le club local, le HC Davos.

## Règlement du tournoi
Les six équipes participantes sont d'abord réparties en deux poules de trois, le groupe Torriani et le groupe Cattini. Chacune des équipes rencontre ses deux autres adversaires. La première équipe de chaque groupe est directement qualifiée pour les demi-finales. Les quatre autres équipes disputent des « pré-demi-finales », durant lesquelles le deuxième du groupe Cattini rencontre le troisième du groupe Torriani, et inversement. Le vainqueur de chacune de ces pré-demi-finales est qualifié pour les demi-finales. Les deux équipes victorieuses s'affrontent en finale, le 31 décembre, à midi.

## Résultats

### Phase de groupes

#### Groupe Torriani
| Clt   | Équipe                      | PJ | V | VP | D | DP | BP | BC | Pts |
| ----- | --------------------------- | -- | - | -- | - | -- | -- | -- | --- |
| +001, | Dinamo Riga                 | 2  | 2 | 0  | 0 | 0  | 12 | 3  | 6   |
| +002, | Kloten Flyers               | 2  | 1 | 0  | 1 | 0  | 8  | 9  | 3   |
| +003, | EHC Wolfsburg Grizzly Adams | 2  | 0 | 0  | 2 | 0  | 1  | 9  | 0   |

- Qualifié pour les demi-finales
- Qualifiés pour les pré-demi-finales

Grâce à ses deux victoires, le Dinamo Riga se qualifie directement pour les demi-finales. les Kloten Flyers et le EHC Wolfsburg doivent passer par les pré-demi-finales.
| 26 décembre 2011 | Kloten Flyers | 2-9 (0-0, 1-3, 1-6) | Dinamo Riga | Vaillant Arena 6 500 spectateurs |

| Feuille de match | Feuille de match                       | Feuille de match                            | Feuille de match | Feuille de match                        |
| ---------------- | -------------------------------------- | ------------------------------------------- | --- | --------------------------------------- |
|                  | 23e Stancescu (Wick) 58e Blum (DuPont) | 0-1 1-1 1-2 1-3 1-4 1-5 1-6 1-7 1-8 1-9 2-9 | 21e Karsums (Lucenius, Galviņš) 24e Cipulis (Rēdlihs) 28e Burkarts (Meija) 42e Ozoliņš (Karsums) 44e Ankipāns (Meija, Burkarts) 46e Cipulis (Warg 47e Upītis (Štāls, Galviņš) 49e Cibuļskis 55e Ankipāns (Meija, Burkarts) | Arbitrage : Daniel Stricker Jean Hébert |
| Rüeger           | Gardiens                               | Holt                                        | | Arbitrage : Daniel Stricker Jean Hébert |
| 8 min            | Pénalités                              | 4 min                                       | | Arbitrage : Daniel Stricker Jean Hébert |
|                  |                                        |                                             | | Arbitrage : Daniel Stricker Jean Hébert |

| 27 décembre 2011 | EHC Wolfsburg | 0-6 (0-1, 0-2, 0-3) | Kloten Flyers | Vaillant Arena 6 010 spectateurs |

| Feuille de match | Feuille de match | Feuille de match        | Feuille de match | Feuille de match                       |
| ---------------- | ---------------- | ----------------------- | --- | -------------------------------------- |
|                  |                  | 0-1 0-2 0-3 0-4 0-5 0-6 | 14e Wick (Nylander) 35e DuPont (Santala) 36e Herren (Jacquemet, Liniger) 45e Jenni (Nordgren, DuPont) 54e Stancesu (Westcott, Wick) 57e Wick (Berger) | Arbitrage : Jean Hébert Georg Jablukov |
| Dshunussow       | Gardiens         | Flückiger               | | Arbitrage : Jean Hébert Georg Jablukov |
| 20 min           | Pénalités        | 14 min                  | | Arbitrage : Jean Hébert Georg Jablukov |
|                  |                  |                         | | Arbitrage : Jean Hébert Georg Jablukov |

| 28 décembre 2011 | Dinamo Riga | 3-1 (2-0, 0-0, 1-1) | EHC Wolfsburg | Vaillant Arena 6 147 spectateurs |

| Feuille de match | Feuille de match                                                            | Feuille de match | Feuille de match      | Feuille de match                          |
| ---------------- | --------------------------------------------------------------------------- | ---------------- | --------------------- | ----------------------------------------- |
|                  | 11e Warg (Lundmark, Cibuļskis) 14e Ankipāns (Burkarts) 46e Burkarts (Meija) | 1-0 2-0 3-0 3-1  | 54e Paetsch (Fischer) | Arbitrage : Danny Kurmann Daniel Stricker |
| Jučers           | Gardiens                                                                    | Lang             |                       | Arbitrage : Danny Kurmann Daniel Stricker |
| 10 min           | Pénalités                                                                   | 4 min            |                       | Arbitrage : Danny Kurmann Daniel Stricker |
|                  |                                                                             |                  |                       | Arbitrage : Danny Kurmann Daniel Stricker |

#### Groupe Cattini
| Clt   | Équipe       | PJ | V | VP | D | DP | BP | BC | Pts |
| ----- | ------------ | -- | - | -- | - | -- | -- | -- | --- |
| +001, | HC Davos     | 2  | 2 | 0  | 0 | 0  | 10 | 2  | 6   |
| +002, | Team Canada  | 2  | 1 | 0  | 1 | 0  | 8  | 9  | 3   |
| +003, | HC Vítkovice | 2  | 0 | 0  | 2 | 0  | 2  | 9  | 0   |

- Qualifié pour les demi-finales
- Qualifiés pour les pré-demi-finales

Comme le Dinamo Riga, le HC Davos évite les pré-demi-finales grâce à deux victoires. Le Team Canada et les Tchèques du HC Vítkovice doivent passer par ce tour intermédiaire.
| 26 décembre 2011 | Team Canada | 7-1 (5-0, 1-0, 1-1) | HC Vítkovice | Vaillant Arena 6 018 spectateurs |

| Feuille de match | Feuille de match | Feuille de match                | Feuille de match  | Feuille de match                          |
| ---------------- | --- | ------------------------------- | ----------------- | ----------------------------------------- |
|                  | 3e Pelletier (Kwiatkowski, Walser) 4e Pittis (Roest, Heins) 8e Perrault (Hendry) 11e B. Mclean (Heins) 17e Fata (Parent) 38e Kwiatkowski 53e K. McLean (Williams, Domenico Pittis) | 1-0 2-0 3-0 4-0 5-0 6-0 6-1 7-1 | 49e Walker (Pohl) | Arbitrage : Georg Jablukov Danny Kurmmann |
| Turco            | Gardiens | Falter                          |                   | Arbitrage : Georg Jablukov Danny Kurmmann |
| 8 min            | Pénalités | 10 min                          |                   | Arbitrage : Georg Jablukov Danny Kurmmann |
|                  | |                                 |                   | Arbitrage : Georg Jablukov Danny Kurmmann |

| 27 décembre 2011 | HC Davos | 2-1 (0-0, 2-1, 0-0) | HC Vítkovice | Vaillant Arena 6 500 spectateurs |

| Feuille de match | Feuille de match                                           | Feuille de match | Feuille de match  | Feuille de match           |
| ---------------- | ---------------------------------------------------------- | ---------------- | ----------------- | -------------------------- |
|                  | 39e Tatíček (R. von Arx) 40e Tatíček (R. von Arx, Forster) | 0-1 1-1 2-1      | 26e Pohl (Walker) | Arbitrage : Massy Stricker |
| Genoni           | Gardiens                                                   | Málek            |                   | Arbitrage : Massy Stricker |
| 8 min            | Pénalités                                                  | 10 min           |                   | Arbitrage : Massy Stricker |
|                  |                                                            |                  |                   | Arbitrage : Massy Stricker |

| 28 décembre 2011 | Team Canada | 1-8 (0-1, 1-1, 0-6) | HC Davos | Vaillant Arena 6 500 spectateurs |

| Feuille de match | Feuille de match         | Feuille de match                    | Feuille de match | Feuille de match         |
| ---------------- | ------------------------ | ----------------------------------- | --- | ------------------------ |
|                  | 40e Pelletier (Perrault) | 0-1 0-2 1-2 1-3 1-4 1-5 1-6 1-7 1-8 | 19e Sýkora 34e Sýkora (Forster) 43e Sejna (Earl) 47e Earl (Brendl, Forster) 51e Sýkora (Tatíček) 53e Sejna Earl, Guggisberg) 57e Bürgler (Steinmann, Niinimaa) 58e Brendl (Earl, Ramholt) | Arbitrage : Didier Massy |
| Allen            | Gardiens                 | Berra                               | | Arbitrage : Didier Massy |
| 10 min           | Pénalités                | 10 min                              | | Arbitrage : Didier Massy |
|                  |                          |                                     | | Arbitrage : Didier Massy |

### Pré demi-finales
Le premier match oppose donc les Tchèques du HC Vítkovice, troisième du groupe Cattini, aux Suisses des Kloten Flyers, deuxième du groupe Torriani. Dans l'autre rencontre, le Team Canada, deuxième du groupe Cattini affronte les Allemands de Wolfsburg.

| 29 décembre 2011 | Kloten Flyers | 1-5 (0-1, 0-2, 1-2) | HC Vítkovice | Vaillant Arena 5 677 spectateurs |

| Feuille de match | Feuille de match   | Feuille de match        | Feuille de match | Feuille de match                        |
| ---------------- | ------------------ | ----------------------- | --- | --------------------------------------- |
|                  | 59e Du Bois (Blum) | 0-1 0-2 0-3 0-4 0-5 1-5 | 17e J. Káňa (Šedivý) 22e T. Káňa (Sýkora, Gian-Andrea Randegger) 39e Sýkora (Collenberg) 41e Pohl (Malík) 57e Juraj Stefanka | Arbitrage : Didier Massy Georg Jablukov |
| Rüeger           | Gardiens           | Málek                   | | Arbitrage : Didier Massy Georg Jablukov |
| 10 min           | Pénalités          | 0 min                   | | Arbitrage : Didier Massy Georg Jablukov |
|                  |                    |                         | | Arbitrage : Didier Massy Georg Jablukov |

| 29 décembre 2011 | Team Canada | 2-3 (TB) (1-1, 1-0, 0-1, 0-0) | EHC Wolfsburg | Vaillant Arena 6 077 spectateurs |

| Feuille de match | Feuille de match                         | Feuille de match    | Feuille de match                      | Feuille de match                      |
| ---------------- | ---------------------------------------- | ------------------- | ------------------------------------- | ------------------------------------- |
|                  | 14e Pittis 38e K. McLean (Heins, Murphy) | 1-0 1-1 2-1 2-2 2-3 | 19e J. Laliberte (Milley) 52e Fischer | Arbitrage : Jean Hébert Danny Kurmann |
| Turco            | Gardiens                                 | Dshunussow          |                                       | Arbitrage : Jean Hébert Danny Kurmann |
| 10 min           | Pénalités                                | 10 min              |                                       | Arbitrage : Jean Hébert Danny Kurmann |
|                  |                                          |                     |                                       | Arbitrage : Jean Hébert Danny Kurmann |

Petite surprise avec l'élimination des Canadiens, qui ne jouent pas la finale pour la coupe pour la première fois depuis 2004. Wolfsburg se qualifie donc pour les demi-finales en compagnie de Vítkovice.

### Demi-finales
Les demi-finales opposent le HC Davos au HC Vítkovice et le Dinamo Riga à l'EHC Wolfsburg.
| 30 décembre 2011 | HC Davos | 4-2 (1-1, 2-1, 1-0) | HC Vítkovice | Vaillant Arena 6 500 spectateurs |

| Feuille de match | Feuille de match                                                                                                 | Feuille de match        | Feuille de match                             | Feuille de match                           |
| ---------------- | --- | ----------------------- | -------------------------------------------- | ------------------------------------------ |
|                  | 4e Sciaroni (Earl, Sejna) 25e Tatíček (Joggi, R. von Arx) 30e Brendl (Guggisberg, Niinimaa) 60e Sýkora (Tatíček) | 1-0 1-1 1-2 2-2 3-2 4-2 | 12e Šedivý (Collenberg) 24e Walker (Kucsera) | Arbitrage : Daniel Stricker Georg Jablukov |
| Genoni           | Gardiens | Málek                   |                                              | Arbitrage : Daniel Stricker Georg Jablukov |
| 8 min            | Pénalités | 6 min                   |                                              | Arbitrage : Daniel Stricker Georg Jablukov |
|                  | |                         |                                              | Arbitrage : Daniel Stricker Georg Jablukov |

| 30 décembre 2011 | Dinamo Riga | 4-1 (1-1, 2-0, 1-0) | EHC Wolfsburg | Vaillant Arena 6 500 spectateurs |

| Feuille de match | Feuille de match                                                                            | Feuille de match    | Feuille de match     | Feuille de match                       |
| ---------------- | ------------------------------------------------------------------------------------------- | ------------------- | -------------------- | -------------------------------------- |
|                  | 15e Bičevskis (Podziņš) 27e Karsums (Lucenius, Galviņš) 29e Karsums (Lucenius) 60e Lundmark | 0-1 1-1 2-1 3-1 4-1 | 12e Kohl (Huebscher) | Arbitrage : Danny Kurmann Didier Massy |
| Holt             | Gardiens                                                                                    | Dshunussow          |                      | Arbitrage : Danny Kurmann Didier Massy |
| 6 min            | Pénalités                                                                                   | 6 min               |                      | Arbitrage : Danny Kurmann Didier Massy |
|                  |                                                                                             |                     |                      | Arbitrage : Danny Kurmann Didier Massy |

### Finale
La finale de la 85e édition de la Coupe Spengler oppose donc les deux premiers des groupes préliminaires, le Dinamo Riga et le HC Davos.
| 31 décembre 2011 | HC Davos | 3-2 (2-0, 1-1, 0-1) | Dinamo Riga | Vaillant Arena 6 500 spectateurs |

| Feuille de match | Feuille de match                                                                | Feuille de match    | Feuille de match                    | Feuille de match                       |
| ---------------- | ------------------------------------------------------------------------------- | ------------------- | ----------------------------------- | -------------------------------------- |
|                  | 2e Sciaroni (Rizzi, Sejna) 11e Sýkora (Forster, von Arx) 31e Brendl (Grossmann) | 1-0 2-0 2-1 3-1 3-2 | 22e Lundmark (Cipulis) 60e Lucenius | Arbitrage : Jean Hébert Georg Jablukov |
| Berra            | Gardiens                                                                        | Jučers              |                                     | Arbitrage : Jean Hébert Georg Jablukov |
| 16 min           | Pénalités                                                                       | 8 min               |                                     | Arbitrage : Jean Hébert Georg Jablukov |
|                  |                                                                                 |                     |                                     | Arbitrage : Jean Hébert Georg Jablukov |

Grâce à cette victoire, les hôtes davosiens remportent leur 15e victoire dans cette compétition

### Équipe-type du tournoi

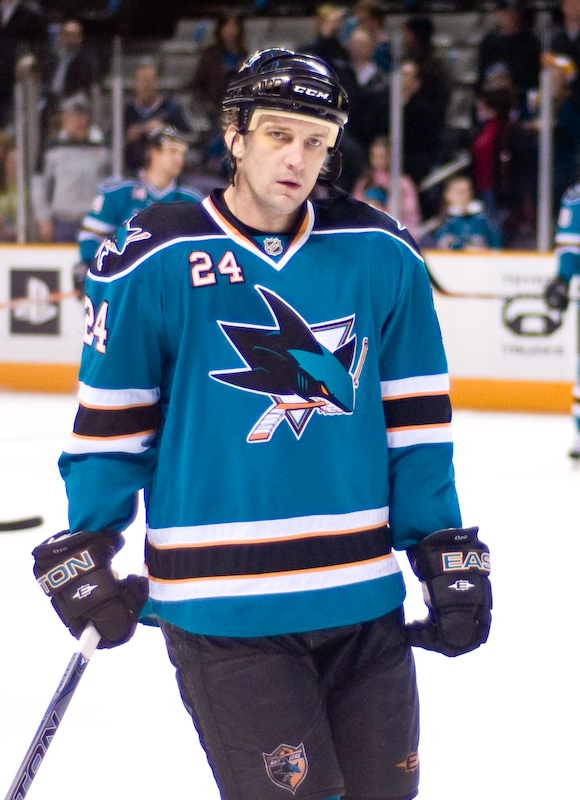
Sandis Ozoliņš, ici en 2008 avec les Sharks de San José, est désigné dans l'équipe-type du tournoi

À la fin du tournoi est nommée une équipe-type, comprenant un gardien, deux défenseurs et trois attaquants qui sont piochés dans les cinq équipes participantes. En 2011, le gardien tchèque Roman Málek est désigné meilleur portier du tournoi. Les deux défenseurs élus sont le Letton Sandis Ozoliņš et le Suisse Beat Forster. En attaque, on retrouve l'Américain Robbie Earl, du HC Davos, son coéquipier  Petr Sýkora, ainsi que l'Allemand Kai Hospelt.

### Tableau des pointeurs
| Joueur          | Équipe        | Buts | Aides | Points |
| --------------- | ------------- | ---- | ----- | ------ |
| Roberts Bukarts | Dinamo Riga   | 2    | 4     | 6      |
| Petr Sýkora     | HC Davos      | 5    | 0     | 5      |
| Petr Tatíček    | HC Davos      | 3    | 2     | 5      |
| Robbie Earl     | HC Davos      | 1    | 4     | 5      |
| Pavel Brendl    | HC Davos      | 3    | 1     | 4      |
| Mārtiņš Karsums | Dinamo Riga   | 3    | 1     | 4      |
| Peter Sejna     | HC Davos      | 2    | 2     | 4      |
| Roman Wick      | Kloten Flyers | 2    | 2     | 4      |
| Niclas Lucenius | Dinamo Riga   | 1    | 3     | 4      |
| Beat Forster    | HC Davos      | 0    | 4     | 4      |
| Gints Meija     | Dinamo Riga   | 0    | 4     | 4      |

## Équipes et effectifs
Annoncés sur le site internet du tournoi,.

### Team Canada
Quand la ligue n'est pas précisée, il s'agit de la Ligue nationale A
- Gardiens de but : Jake Allen (Rivermen de Peoria/LAH), Marty Turco (sans club)
- Défenseurs : Shawn Heins (Fribourg-Gottéron), Jordan Hendry (HC Lugano), Joel Kwiatkowski (CP Berne), Doug Lynch (EC Red Bull Salzbourg/EBEL), Cory Murphy (ZSC Lions), Ryan Parent (Wolves de Chicago/LAH), Derrick Walser (Rapperswil-Jona Lakers).
- Attaquants : Eric Beaudoin (HC Bienne), Blaine Down (ZSC Lions), Rico Fata (Genève-Servette), Mark Hartigan (Linköpings HC/Elitserien), Brett McLean (IceHogs de Rockford/LAH), Kurtis McLean (SCL Tigers), Glen Metropolit (EV Zoug), Pascal Pelletier (SCL Tigers), Joël Perrault (HC Ambri-Piotta), Domenico Pittis (ZSC Lions), Brandon Reid (Rapperswil-Jona Lakers), Byron Ritchie (CP Berne), Stacy Roest (Rapperswil-Jona Lakers, Jean-Pierre Vigier (CP Berne), Jeremy Williams (EC Red Bull Salzbourg/EBEL)
- Entraîneur : Marc Crawford

### HC Davos
- Gardiens de but : Reto Berra (prêté par le HC Bienne[6]), Leonardo Genoni.
- Défenseurs : René Back, Beat Forster, Robin Grossmann, Janne Niinimaa (Prêté par les Rapperswil-Jona Lakers[6]), Tim Ramholt, Ramon Untersander, Jan von Arx.
- Attaquants : Pavel Brendl (Prêté par les Rapperswil-Jona Lakers[6]), Dario Bürgler, Robbie Earl (Prêté par l'EC Red Bull Salzbourg/EBEL[6]), Peter Guggisberg, Mathias Joggi, Raphael Kuonen, Josef Marha, Sandro Rizzi, Grégory Sciaroni, Peter Sejna, Lukas Sieber, Janick Steinmann, Petr Sýkora, Petr Tatíček, Reto von Arx.
- Entraîneur : Arno Del Curto.

### Kloten Flyers
- Gardiens de but : Michael Flückiger, Ronnie Rüeger.
- Défenseurs : Sven Berger, Eric Ray-Blum, Félicien Du Bois, Micki DuPont, Philippe Schelling, Nicholas Steiner, Duvie Westcott, Benjamin Winkler.
- Attaquants : Matthias Bieber, Simon Bodenmann, Yannick Herren, Luka Hoffmann, Arnaud Jacquemet, Marcel Jenni, Samuel Keller, Michael Liniger, Niklas Nordgren, Michael Nylander (Sans club à la suite du non-renouvellement de son contrat avec les ZSC Lions[6],[7]), Vojtěch Polák, Tommi Santala, Victor Stancescu, Samuel Sutter, Roman Wick.
- Entraîneur : Anders Eldebrink

### Dinamo Riga
- Gardiens de but : Chris Holt, Māris Jučers
- Défenseurs : Jānis Andersons, Oskars Cibuļskis, Guntis Galviņš, Niclas Lucenius, Sandis Ozoliņš, Jēkabs Rēdlihs, Krišjānis Rēdlihs, Arvīds Reķis, Kristaps Sotnieks.
- Attaquants : Ģirts Ankipāns, Māris Bičevskis, Roberts Bukarts, Mārtiņš Cipulis, Miks Indrašis, Mārtiņš Karsums, Jamie Lundmark, Gints Meija, Ainārs Podziņš, Miķelis Rēdlihs, Juris Štāls, Juris Upītis, Raimonds Vilkoits, Fredrik Warg.
- Entraîneur : Pekka Rautakallio

### HC Vítkovice
- Gardiens de but : Martin Falter (prêté par le HC Sparta Prague[6]), Roman Málek
- Défenseurs : Franco Collenberg (prêté par Fribourg-Gottéron[6]), Tomáš Kudělka, Marek Malík, Ctirad Ovcacik, Petr Puncochar, Gian-Andrea Randegger (prêté par le Genève-Servette[6]), Adam Sedlak, Tomáš Voráček.
- Attaquants : Jiří Burger, Michal Hlinka, Radim Hruška, Peter Húževka, Jan Káňa, Tomáš Káňa, Lukáš Klimek, Lukas Kucsera, Lukáš Pabiška, Petr Pohl, Ondrej Šedivý, Juraj Stefanka, Petr Strapáč, Juraj Sýkora, Roman Szturc, Nathan Walker.
- Entraîneur : Mojmír Trličík

### EHC Wolfsburg
- Gardiens : Daniar Dshunussow, Lukas Lang.
- Défenseurs : Robbie Bina, Marvin Degon, Christopher Fischer, Kevin Hecquefeuille (prêté par le Genève-Servette[6]), Benedikt Kohl, Nathan Paetsch, Benedikt Schopper, Armin Wurm
- Attaquants : Colin Beardsmore, Mike Bishai (Sans club[6],[8]), Patrick Davis, Matt Dzieduszycki, Sebastian Furchner, Tyler Haskins, Kai Hospelt, André Huebscher, Christoph Höhenleitner, David Laliberté, John Laliberte, Vincenz Mayer, Norm Milley, Ilkka Pikkarainen (Prêté par Timrå IK[6])., Patrick Pohl  (Prêté par le ETC Crimmitschau[9]).
- Entraîneur : Pavel Gross.

### Arbitres
Cinq arbitres arbitres et cinq juges de ligne ont été désignés pour officier durant le tournoi. Le Canadien Jean Hébert, l'Allemand Georg Jablukov, les Suisses Danny Kurmann, Didier Massy et Daniel Stricker sont les arbitres principaux. Les juges de ligne, à savoir Roger Arm, Peter Küng, Joris Müller, Andreas Kohler et Roman Kaderli sont tous les cinq suisses.